# Palm Desert
Palm Desert is een plaats (city) in de Amerikaanse staat Californië, en valt bestuurlijk gezien onder Riverside County.
De stad ligt in de hete Coloradowoestijn, deel van de grotere Sonorawoestijn. Palm Desert is vooral bekend door de Palm Desert Scene muziekbands en muzikanten.

## Demografie
Bij de volkstelling in 2000 werd het aantal inwoners vastgesteld op 41.155.
In 2006 is het aantal inwoners door het United States Census Bureau geschat op 47.047, een stijging van 5892 (14.3%).

## Geografie
Volgens het United States Census Bureau beslaat de plaats een oppervlakte van
63,7 km², waarvan 63,1 km² land en 0,6 km² water.

## Geboren
- Jenna Ortega (2002)

## Overleden
- Jed Allan (1935-2019), acteur
- Hal Blaine (1929-2019), drummer
- Edgar Buchanan (1903-1979), acteur
- Linda Christian (1923-2011), Mexicaans actrice
- Donald Cram (1919-2001), scheikunde
- Ellen Drew (1915-2003), actrice
- Arnold Fishkin (1919-1999), jazzmuzikant
- John Ford (regisseur) (1894-1973), filmregisseur
- Estelle Harris (1928-2022), actrice
- Eddy Howard (1914-1963), jazzzanger
- Howard Keel (1919-2004), acteur en zanger
- Barbara Kent (1907-2011), Canadees actrice
- Walter Lang (regisseur) (1896-1972), filmregisseur
- James MacArthur (1937-2010), acteur
- Gavin MacLeod (1931-2021), acteur
- William Powell (1892-1984), acteur
- Harold Robbins (1916-1997), schrijver
- Jimmie Rodgers (1933-2021), popzanger
- Akim Tamiroff (1899-1972), Amerikaans Armeens acteur
- Ralph Waite (1928-2014), acteur

## Plaatsen in de nabije omgeving
De onderstaande figuur toont nabijgelegen plaatsen in een straal van 16 km rond Palm Desert.